# Родригес, Леонардо
Леона́рдо Адриа́н Родри́гес (исп. Leonardo Alejandro Rodríguez; 27 августа 1966, Ланус) — аргентинский футболист, полузащитник. Двукратный победитель Кубка Америки — в 1991 и 1993 году. Также побеждал в Кубке Короля Фахда. Участник чемпионата мира 1994.

## Карьера

### Клубная
Леонардо Родригес начал свою карьеру в клубе «Ланус». За 5 лет в этой команде он провёл 92 матча и забил 17 голов. С 1988 по 1991 год Родригес по одному сезону провёл в клубах «Велес Сарсфилд», «Архентинос Хуниорс» и «Сан-Лоренсо».
В 1991 году Леонардо перешёл во французский клуб «Тулон», за который сыграл 27 матчей, забив 12 голов. На следующий год его купила итальянская «Аталанта». Там он находился один сезон, сыграв в 30 матчах и забив 2 гола. Затем один год он выступал в дортмундской «Боруссии». В 1995 году футболист перешёл в стан «Универсидад де Чили», с которым три раза выиграл чемпионат страны и два раза Кубка Чили.
С 1997 по 1998 год Леонардо Родригес выступал за мексиканскую «Америку», после чего вернулся в Чили. Аргентинец на следующий год вернулся на родину, став игроком «Сан-Лоренсо». С этим клубом он выиграл последний Кубок Меркосур и первый Южноамериканский кубок. В 2002 году Родригес играл в «Ланусе», после чего завершил карьеру.

### Международная
В сборной дебютировал в 1991 году.

## Достижения

### В клубах
«Универсидад де Чили»
- Чемпион Чили (3): 1995, 1999, 2000
- Обладатель Кубка Чили (2): 1998, 2000

 «Сан-Лоренсо»
- Обладатель Кубка Меркосур: 2001
- Обладатель Южноамериканского кубка: 2002

### В сборной
- Победитель Кубка Америки (2): 1991, 1993